# 小槻為景
小槻 為景（おづき の ためかげ、生年不詳 - 建長元年（1249年））は、鎌倉時代の官人。左大史・小槻公尚の子。官位は正五位下・大舎人頭。

## 経歴
右少史を経て、嘉禄2年（1226年）算博士に任ぜられ、安貞元年（1228年）正五位下に叙せられる。のち、大舎人頭を務めたほか、仁治3年（1242年）紀伊介、寛元2年（1244年）筑後守と兼国している。また、摂政・九条教実の政所別当も務めた。
建長元年（1249年）卒去。

## 官歴
- 承久3年（1221年） 2月5日：見右少史正六位上[2]
- 嘉禄2年（1226年） 12月16日：算博士[3]
- 安貞元年（1228年） 12月14日：正五位下（左大史季継賞譲）[4]
- 仁治3年（1242年） 3月7日：兼紀伊介[5]
- 寛元2年（1244年） 10月14日：兼筑後守（季継本知行国、記録所奉行拝領）[6][5]
- 寛元4年（1246年） 4月19日：文殿衆、見大舎人頭[7]
- 建長元年（1249年） 日付不詳：卒去

## 系譜
「小槻氏系図」（『宮内庁書陵部』所蔵）による。
- 父：小槻公尚
- 母：不詳
- 生母不詳の子女
  - 男子：小槻弥村
  - 男子：小槻順任
  - 男子：成宣
  - 男子：宗海